# Roadsinger
Roadsinger (To Warm You Through the Night) is een studioalbum van Yusuf Islam (beter bekend als Cat Stevens). Het is zijn tweede reguliere album sinds hij in 2006 als Yusuf Islam terugkeerde in de muziekwereld. Roadsinger werd op 5 mei 2009 uitgebracht door Universal Records. De uitgave via iTunes is voorzien van twee bonusnummers, waaronder "Boots and Sand", dat Yusuf in samenwerking met Paul McCartney en Dolly Parton maakte. Dit nummer werd tevens als B-kant gebruikt voor de gelijknamige eerste single van het album, die op 20 juli 2009 werd uitgegeven.

## Composities
1. "Welcome Home" – 4:23
2. "Thinking 'Bout You" – 2:31
3. "Everytime I Dream" – 3:09
4. "The Rain" – 3:26
5. "World O' Darkness" – 2:23
6. "Be What You Must" – 3:25
7. "This Glass World" – 2:02
8. "Roadsinger" – 4:09
9. "All Kinds of Roses" – 2:38
10. "Dream On (Until...)" – 1:56
11. "Shamsia" – 1:29

Bonusnummers op de uitgave via iTunes
1. "Boots and Sand" (met Paul McCartney en Dolly Parton)
2. "Peace Train Blues"

## Bezetting
- Pete Adams - piano, Wurlitzer-piano
- David Angell - viool
- Jimmy Bowland - tenorsaxofoon
- Michelle Branch - achtergrondzang
- John Catchings - cello
- Mark Clark - drums
- David Davidson - viool
- Yusuf Islam - elektrisch orgel, synthesizer, gitaar, percussie, piano
- Jennifer Klummer - hoorn
- Anthony LaMarchina - cello

- Yogi Lonich - gitaar
- Chris McDonald - trombone
- James Morrison - achtergrondzang
- Gunnar Nelson - achtergrondzang
- Kenny Passarelli - basgitaar
- Kristoffer Sonne - drums, tamboerijn
- Terry Sylvester - achtergrondzang
- Martin Terefe - gitaar, basgitaar, piano
- Chris Wilkinson - altviool
- Holly Williams - achtergrondzang

Bron: Allmusic 